# Serravalle (Bibbiena)
Serravalle (già Serra e Serravalle in Casentino) è una frazione del comune di Bibbiena, nella provincia di Arezzo, in Toscana.

## Geografia fisica
La frazione di Serravalle è quella posta più a settentrione nel territorio comunale di Bibbiena. Situata all'interno del Parco nazionale delle Foreste Casentinesi, Monte Falterona e Campigna, a pochi chilometri dai vicini centri di Camaldoli e Badia Prataglia, è bagnata a sud dal corso del torrente Archiano, noto per essere stato ricordato da Dante nel Purgatorio per le sue rive presso le quali morì Bonconte da Montefeltro. Poco a nord del centro abitato si trovano le vette di poggio Brogli (1187 m) e del Cotozzino (1300 m).
Serravalle dista circa 12 km dal capoluogo comunale e oltre 40 km da Arezzo.

## Monumenti e luoghi d'interesse

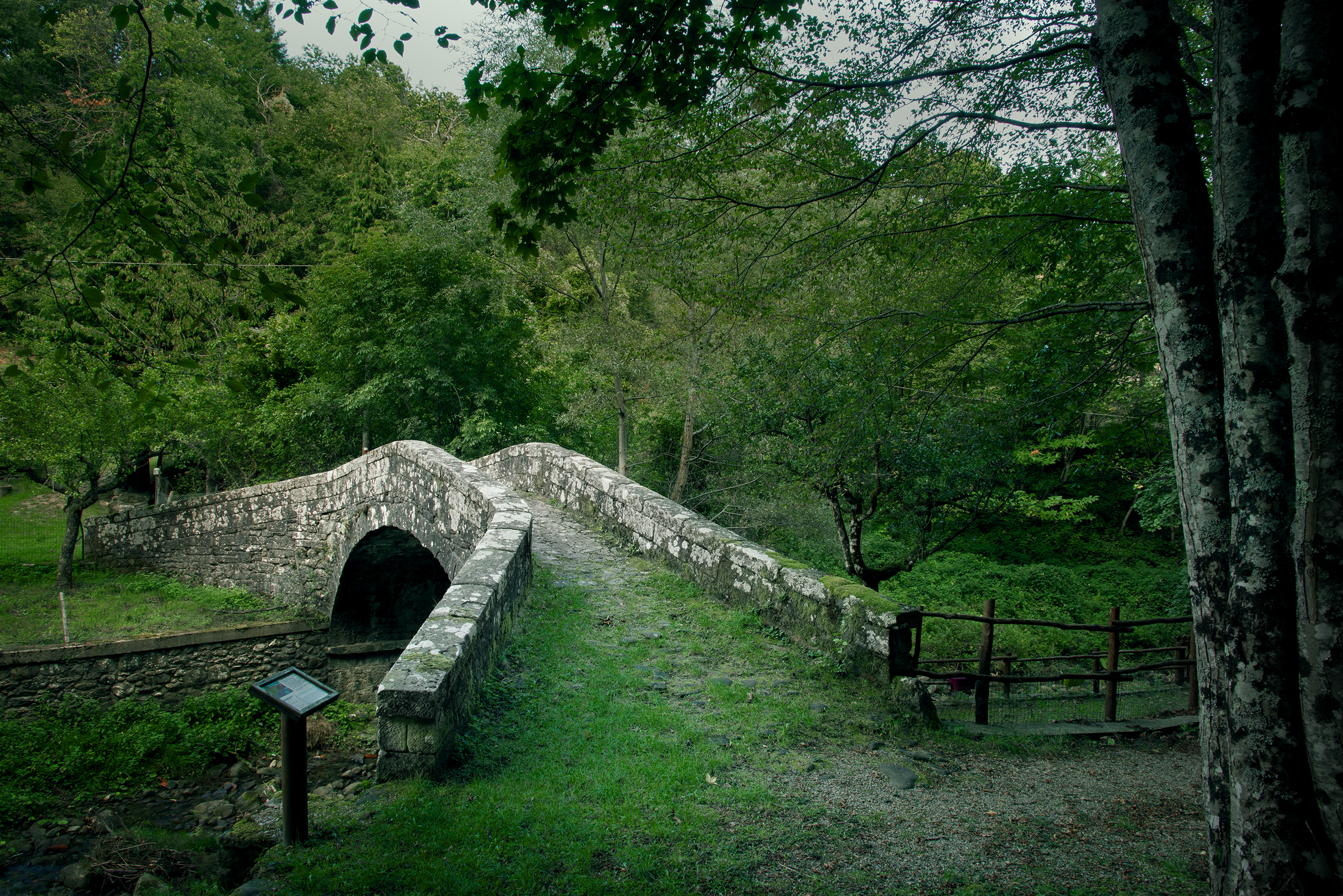
Il ponte romanico

- Chiesa di San Niccolò
- Torre di Serravalle
- Ponte romanico

## Cultura
Tra i personaggi che hanno a lungo soggiornato o vissuto a Serravalle sono da segnalare Eugenio Coselschi,  i beati Luigi Beltrame Quattrocchi e Maria Corsini, e soprattutto Egisto Paolo Fabbri, che fu per Serravalle mecenate e filantropo. Serravalle ha dato inoltre i natali a padre Mariano Cordovani.